# David Valdes
David Valdes (Los Angeles, 12 agosto 1950) è un produttore cinematografico statunitense, noto per aver ricevuto nel 2000 la candidatura all'oscar per Il miglio verde.
Durante la sua carriera ha lavorato spesso con Clint Eastwood.

## Filmografia
- Il cavaliere pallido (Pale Rider), regia di Clint Eastwood (185)
- Ratboy, regia di Sondra Locke (1986)
- Giardini di pietra (Gardens of Stones), regia di Francis Ford Coppola (1987)
- Tale padre tale figlio (Like Father Like Son), regia di Rod Daniel (1987)
- Bird, regia di Clint Eastwood (1988)
- Scommessa con la morte (The Dead Pool), regia di Buddy Van Horn (1988)
- Pink Cadillac, regia di Buddy Van Horn (1989)
- Cacciatore bianco, cuore nero (White Hunter Black Heart), regia di Clint Eastwood (1990)
- La recluta (The Rookie), regia di Clint Eastwood (1990)
- Gli spietati (Unforgiven), regia di Clint Eastwood (1992)
- Nel centro del mirino (In the Line of Fire), regia di Wolfgang Petersen (1993)
- Un mondo perfetto (A Perfect World), regia di Clint Eastwood (1993)
- The Stars Fell on Henrietta, regia di James Keach (1995)
- Turbulence - La paura è nell'aria (Turbulence), regia di Robert Butler (1997)
- Il miglio verde (The Green Mile), regia di Frank Darabont (1999)
- The Time Machine, regia di Simon Wells (2002)
- Terra di confine - Open Range (Open Range), regia di Kevin Costner (2003)
- L'assassinio di Jesse James per mano del codardo Robert Ford (The Assassination of Jesse James by the Coward Robert Ford)), regia di Andrew Dominik (2007)
- Babylon A.D., regia di Mathieu Kassovitz (2008)
- Codice Genesi (The Book of Eli), regia di Albert e Allen Hughes (2010)
- Sono il Numero Quattro (film) (I Am Number Four), regia di D.J. Caruso (2011)
- The Magic of Belle Isle, regia di Rob Reiner (2012)
- Beautiful Creatures - La sedicesima luna (Beautiful Creatures), regia di Richard LaGravenese (2013)
- Transcendence, regia di Wally Pfister (2014)
- Point Break, regia di Ericson Core (2015)
- Alita - Angelo della battaglia (Alita: Battle Angel), regia di Robert Rodriguez (2019)
- Avatar - La via dell'acqua (Avatar: The Way of Water), regia di James Cameron (2022)

## Riconoscimenti
- 2000 – Premi Oscar
  - Candidatura al miglior film per Il miglio verde